# Universiteti Aleksandër Moisiu

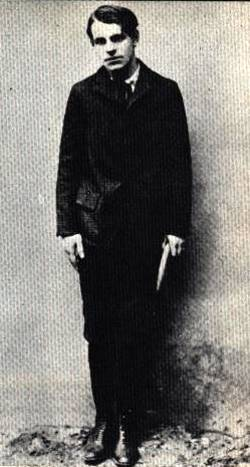
Aleksandër Moisiu

Universiteti Aleksandër Moisiu je nejnovější veřejná akademická instituce Albánské republiky. Nachází se ve starobylém městě Drač. Byla založena 20. prosince 2005 albánskou vládou a slavnostně otevřena v roce 2006. Používá americký vzdělávací systém, na rozdíl od ostatních veřejných vysokých škol v zemi. Více než 1300 studentů začalo navštěvovat kurzy 2. října 2006. Univerzita má jméno po rakousko-italském herci Aleksandërovi Moisiu, který byl albánského původu.

## Rektoři
1. Prof. Dr. Agim Kukeli[1] 2006–2010
2. Prof. Dr. Mit'hat Mema 2010-současnost

## Galerie

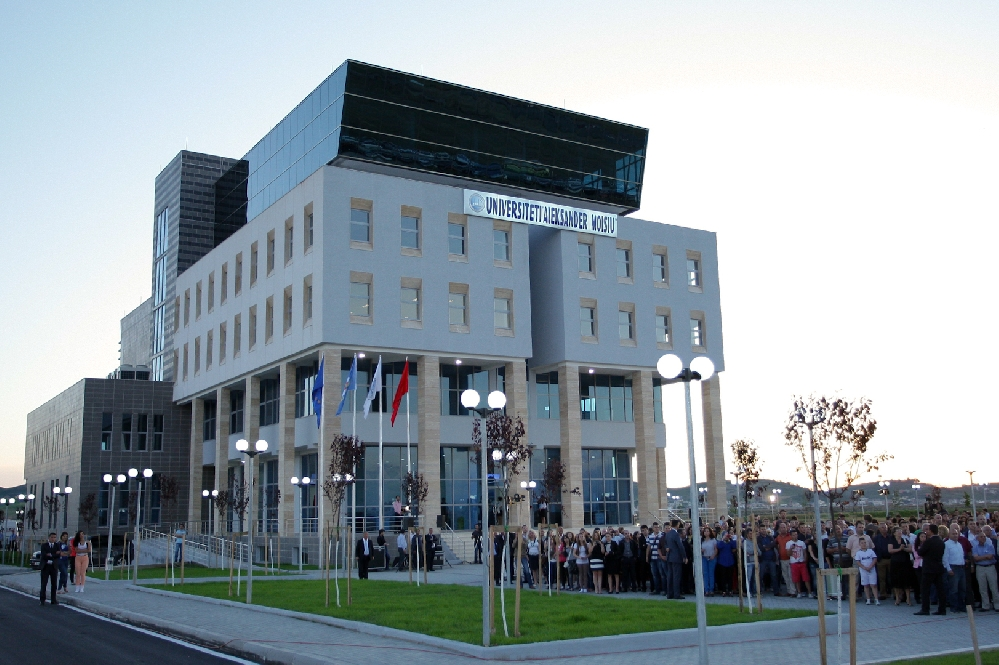
univerzitní kampus